# Poka front v oborone
Poka front v oborone (Пока фронт в обороне) è un film del 1964 diretto da Julij Andreevič Fajt.